# Tatiana Gaviola

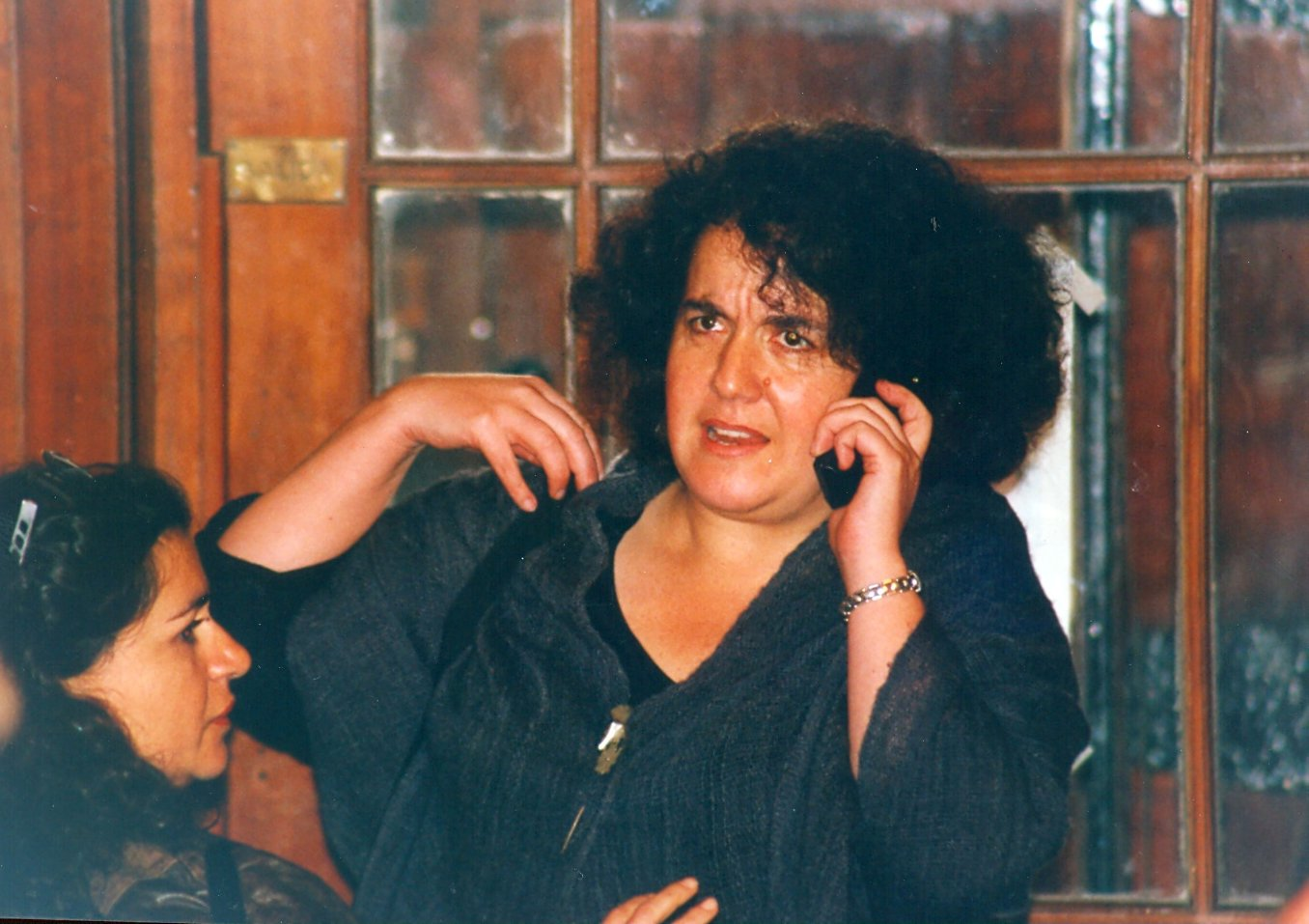
Gaviola en 1999.

Tatiana Gaviola Artigas (Chile, 19 de febrero de 1956) es una directora de cine y televisión chilena.

## Biografía
Es hija del escritor Hugo Gaviola. Tatiana Gaviola realizó sus estudios universitarios en la Escuela de Artes de la Comunicación de la Pontificia Universidad Católica de Chile. Inició su carrera filmando documentales, utilizando como formato el video, que era más accesible y económico en aquella época. Su primer documental fue Nguillatún, el cual estaba centrado en el pueblo mapuche. Posteriormente filmó junto a Joaquín Eyzaguirre el documental Tiempo para un líder, basado en la figura del expresidente Eduardo Frei Montalva, quien durante aquellos años fue un opositor a la dictadura militar. El documental fue prohibido en un principio, pero la decisión fue apelada y fue finalmente exhibido de forma restringida.
En 1988 estrenó Ángeles, un mediometraje escrito junto a Diamela Eltit y Delfina Guzmán. La historia gira en torno a un grupo de estudiantes desaparecidos, y contó con la actuación de Adriana Vacarezza, Amparo Noguera, Francisco Reyes y Claudio Arredondo, entre otros. La cinta ganó una invitación al Museo de Arte Moderno de Nueva York. Entre 1993 presidió la Asociación Chilena de Productores. Posteriormente dirigió el largometraje Mi último hombre, el cual fue escrito por Jorge Durán y protagonizado por Claudia Di Girólamo.
También ha trabajado en televisión. Estuvo a cargo de la dirección de las series Reporteras urbanas y Cuentos de mujeres.
Dirigió la Escuela de Cine de la Universidad Vicente Pérez Rosales.
El año 2009 estrenó la película Teresa, que está inspirada en la vida de la escritora Teresa Wilms Montt. El rol principal fue interpretado por Francisca Lewin, quien compartió pantalla junto a los actores Diego Casanueva y Juan Pablo Ogalde.
Su siguiente largometraje es La mirada incendiada, que estuvo inspirado por el caso del fotógrafo Rodrigo Rojas de Negri, una de las víctimas del denominado «caso Quemados», un ataque perpetrado por una patrulla militar en 1986. Aunque Gaviola se basó en sucesos reales, la obra incorpora elementos de ficción, en un proceso que la directora definió como "una aproximación afectiva, poética, cercana". La película es protagonizada por Juan Carlos Maldonado, Catalina Saavedra, Gonzalo Robles y María Izquierdo.

## Filmografía

### Cine
- 1981 - Nguillatún
- 1982 - Tiempo para un líder
- 1983 - Tantas vidas, una historia
- 1984 - Machalí, 1951. Fragmentos de una historia
- 1984 - Yo no le tengo miedo a nada
- 1986 - Muerte en Santa María de Iquique
- 1988 - Ángeles
- 1996 - Mi último hombre
- 2009 - Teresa
- 2021 - La mirada incendiada

### Televisión
- 2003 - Cuentos de mujeres
- 2003 - Los patiperros
- 2006 - Reporteras